# Gran Premio di Buenos Aires 1950
Il Gran Premio di Buenos Aires 1950 è stata una corsa automobilistica di Formula Libera della Temporada Argentina 1949-1950.

## Qualifiche
Risultati delle qualifiche.
| Pos | Pilota                  | Scuderia                 | Vettura          | Tempo  |
| --- | ----------------------- | ------------------------ | ---------------- | ------ |
| 1   | Juan Manuel Fangio      | Automobil Club Argentino | Ferrari 125 F1   | 2'29"9 |
| 2   | Alberto Ascari          | Scuderia Ferrari         | Ferrari 166 FL   | 2'30"4 |
| 3   | Gigi Villoresi          | Scuderia Ferrari         | Ferrari 166 FL   | 2'31"5 |
| 4   | Dorino Serafini         | Scuderia Ferrari         | Ferrari 125 F1   | 2'34"3 |
| 5   | Nino Farina             | Iscrizione privata       | Maserati 4CLT    | 2'35"1 |
| 6   | Prince Bira             | Scuderia Enrico Platè    | Maserati 4CLT    | 2'35"6 |
| 7   | Philippe Étancelin      | Iscrizione privata       | Talbot-Lago T26C | 2'36"1 |
| 8   | Louis Rosier            | Ecurie Rosier            | Talbot-Lago T26C | 2'36"3 |
| 9   | José Froilán González   |                          | Maserati 4CLT    | 2'36"5 |
| 10  | Benedicto Campos        | Automobil Club Argentino | Ferrari 166FL    | 2'37"0 |
| 11  | Felice Bonetto          | Scuderia Milano          |                  | 2'37"2 |
| 12  | Clemar Bucci            |                          | Alfa Romeo 12C   | 2'37"8 |
| 13  | Emmanuel de Graffenried | Scuderia Enrico Platè    | Maserati 4CLT    | 2'38"2 |
| 14  | Piero Carini            | Iscrizione privata       | Maserati 4CLT    | 2'38"5 |
| 15  | Louis Chiron            | Helvetic                 | Maserati 4CLT    | 2'39"1 |
| 16  | Piero Taruffi           | Iscrizione privata       | Maserati 4CLT    | 2'39"6 |
| 17  | Eitel Cantoni           |                          | Maserati 4CL     | 2'39"8 |
| 18  | Reg Parnell             | Scuderia Ambrosiana      | Maserati 4CLT    | 2'40"5 |
| 19  | Pascual Puopolo         | San Isidoro              | Maserati 4CLT    | 2'43"1 |
| 20  | Clemente Biondetti      | Iscrizione privata       | Maserati 4CLT    | 2'45"3 |
| 21  | Peter Whitehead         | Iscrizione privata       | Ferrari 125 F1   | 2'45"7 |

## Gara
Resoconto
Risultati
Risultati finali della gara.
| Pos | Pilota                  | Scuderia                 | Vettura          | Giri | Tempo/Ritiro |
| --- | ----------------------- | ------------------------ | ---------------- | ---- | ------------ |
| 1   | Gigi Villoresi          | Scuderia Ferrari         | Ferrari 166 FL   | 30   | 1h18'20"8    |
| 2   | Dorino Serafini         | Scuderia Ferrari         | Ferrari 125 F1   | 30   | 1h18'45"8    |
| 3   | Clemar Bucci            |                          | Alfa Romeo 12C   | 30   | 1h18'48"     |
| 4   | Juan Manuel Fangio      | Automobil Club Argentino | Ferrari 125 F1   | 30   | 1h19'01"0    |
| 5   | Felice Bonetto          | Scuderia Milano          |                  | 30   | 1h19'29"8    |
| 6   | Nino Farina             | Iscrizione privata       | Maserati 4CLT    | 30   | 1h20'08"8    |
| 7   | Louis Rosier            | Ecurie Rosier            | Talbot-Lago T26C | 30   | 1h20'35"0    |
| 8   | Reg Parnell             | Scuderia Ambrosiana      | Maserati 4CLT    | 30   | 1h20m'39"0   |
| 9   | Prince Bira             | Scuderia Enrico Platè    | Maserati 4CLT    | 30   | 1h20'55"8    |
| 10  | Peter Whitehead         | Iscrizione privata       | Ferrari 125 F1   | 29   |              |
| 11  | Clemente Biondetti      | Iscrizione privata       | Maserati 4CLT    | 29   |              |
| 12  | José Froilán González   |                          | Maserati 4CLT    |      |              |
| Rit | Louis Chiron            | Helvetic                 | Maserati 4CLT    | 23   | Meccanica    |
| Rit | Philippe Étancelin      | Iscrizione privata       | Talbot-Lago T26C | 16   | Meccanica    |
| Rit | Piero Taruffi           | Iscrizione privata       | Maserati 4CLT    |      |              |
| Rit | Benedicto Campos        | Automobil Club Argentino | Ferrari 166FL    |      | Meccanica    |
| Rit | Alberto Ascari          | Scuderia Ferrari         | Ferrari 166FL    | 5    |              |
| Rit | Eitel Cantoni           |                          | Maserati 4CL     |      |              |
| Rit | Piero Carini            | Iscrizione privata       | Maserati 4CLT    |      |              |
| Rit | Emmanuel de Graffenried | Scuderia Enrico Platè    | Maserati 4CLT    |      |              |
| Rit | Pascual Puopolo         | San Isidoro              | Maserati 4CLT    |      |              |

Giro veloce Gigi Villoresi (Ferrari), 2'28"4